# Patricia Viggiano
Patricia Cristina Viggiano (Buenos Aires, 26 de mayo de 1961) es una actriz argentina. Saltó a la fama en la década de los noventa por sus papeles en las series de televisión de comedia ¡Grande, pa! (1991-1992), Mi cuñado (1993-1996) y Verano del 98 (1998-1999).

## Carrera profesional
Tras egresar del Conservatorio Nacional de Arte Dramático (actualmente la Universidad Nacional de las Artes), Viggiano se presentó a una audición para la compañía de teatro de Cecilio Madanes y fue elegida para ser parte de la obra teatral La zapatera prodigiosa estrenada en 1983 y protagonizada por Thelma Biral en el teatro Rossini. Su debut en televisión fue al año siguiente en el programa humorístico Mesa de Noticias (1984). Poco después, Viggiano formó parte del elenco estable de actores del Teatro Municipal General San Martín, donde trabajó en diversas obras como El gigante amapolas (1984), El círculo (1984), El sillico de alivio (1984), Don Gil de las calzas verdes (1985), Galileo Galilei (1985) y Memorias (1986).
Luego de que finalizó su contrato con el teatro, Viggiano entró a trabajar como actriz en televisión, teniendo su primer papel importante en la telenovela Tu mundo y el mío (1987-1988), en la cual interpretó a Noelia Pacheco Quintana. Después, extendió su experiencia en las ficciones Mi nombre es Coraje (1988), Rebelde (1989) y Amándote II (1990). Aunque no fue hasta 1991 cuando Viggiano adquirió popularidad tras interpretar el papel de Mercedes Leiva en la serie de comedia ¡Grande, pa! de Telefe, donde permaneció hasta 1993. Su fama incrementó con su actuación en la serie Mi cuñado (1993-1996), donde asumió el rol de Andrea Fornari y compartió pantalla con Luis Brandoni y Ricardo Darín. Sin embargo, Viggiano decidió abandonar la serie antes de su última temporada por no sentirse conforme con su personaje. De esta manera, continuó con apariciones especiales en Sueltos (1996) y  El signo (1997). Su debut en cine fue en la película de comedia de acción Comodines (1997) dirigida por Jorge Nisco.
Su siguiente papel fue en la telenovela juvenil Verano del 98 (1998-1999) creada por Cris Morena, en la cual personificó a Sofía, una mujer adulta que tiene un romance con un adolescente. Luego, Viggiano jugó el papel de la villana en la telenovela Cabecita (1999-2000), interpretando el personaje de Nora Núñez Zamora. Seguidamente, Viggiano formó parte del elenco principal de la telenovela Provócame (2001-2002), la serie de suspenso El hacker (2001) y la telenovela Máximo corazón (2002). Entre 2002 y 2003, interpretó a Marina Cáceres, la madre de Mía Colucci en la telenovela juvenil Rebelde Way emitida por Canal 9. En 2004, Viggiano actuó en la telecomedia Los secretos de papá de Canal 13, donde personificó a Fernanda.
Posteriormente, Viggiano se unió al elenco de la serie de comedia dramática Doble vida de América TV, jugando el papel de Silvia Saravia. A mediados del 2006, se incorporó al elenco de la telenovela Collar de Esmeraldas, personificando a la abogada Marina Flores. En 2008, participó de un episodio de la serie criminal Mujeres asesinas y se puso en la piel de la médica Nora Furcat, uno de los personajes antagónicos de la telenovela Mujeres de nadie. En 2009, Viggiano regresó al teatro coprotagonizando la obra Illia (quién va a pagar todo esto), donde encaró el rol de la Chunga. Luego, realizó una participación especial como Nina Uribe en la telenovela Malparida (2010) de Canal 13.
En 2011, integró el elenco de la telenovela romántica Cuando me sonreís de Telefe, asumiendo el rol de la médica Martina Ferrari. En 2013, Viggiano fue convocada para protagonizar la obra de comedia Las novias de Travolta dirigida por Osvaldo Laport, donde personificó a Cris, una mujer divorciada. Ese mismo año, protagonizó un episodio del ciclo Historias de corazón y formó parte del especial de televisión Una vida posible realizado por la Fundación Huésped. Tiempo después, Viggiano fue fichada por José María Muscari para ponerse en el papel de Angustias en la pieza teatral La casa de Bernarda Alba (2015-2016), la cual se presentó durante la temporada de verano de Mar del Plata y luego se embarcaron en una gira nacional.
A comienzos del 2017, Viggiano obtuvo un rol recurrente en la telenovela Las Estrellas de eltrece, donde hizo el papel de Coki, una de las viudas de Mario Estrella y madre de Miranda. Ese mismo año, se sumó a la gira de la comedia teatral Falladas en el papel de Diana bajo la dirección de José María Muscari. En 2019, Viggiano formó parte del elenco principal de la telenovela Campanas en la noche de Telefe, poniéndose en la piel de María Marta Cervantes, una mujer poderosa que mantiene una relación clandestina con su yerno. Más tarde, apareció con un papel pequeño en la película dramática Voces secretas (2021) de Rodolfo Carnevale, donde interpretó a la jueza Úrsula Velázquez.
En 2022, se unió a la segunda temporada de la serie de comedia Casi feliz de Netflix, haciendo el personaje de la madre de Pilar. Ese año, Viggiano participó del ciclo de radioteatro Eva, el viaje del arco iris, donde prestó su voz para la figura de Lillian Lagomarsino y fue transmitido por la Radio Nacional Argentina. En 2023, protagonizó junto a Esther Goris la obra teatral de comedia Radojka, jugando el rol de Lucía en el teatro Picadally, donde se mantuvo en cartel hasta el 2024.

## Vida personal
En 1986, Viggiano se casó con Diego Chornogubsky, un licenciado en administración de empresas y músico, con quien tuvo dos hijas, la primera es la actriz y cantante Olivia Viggiano, y la segunda es la cocinera y actriz Lucila Viggiano.

## Filmografía

### Cine
| Año  | Título         | Papel            | Notas        |
| ---- | -------------- | ---------------- | ------------ |
| 1997 | Comodines      | Valeria          |              |
| 2013 | The Tea Party  | Meme             | Cortometraje |
| 2021 | Voces secretas | Úrsula Velázquez |              |

### Televisión
| Año       | Título               | Papel                          | Notas                                          |
| --------- | -------------------- | ------------------------------ | ---------------------------------------------- |
| 1984      | Mesa de Noticias     |                                |                                                |
| 1986      | Amor prohibdo        |                                |                                                |
| 1987-1988 | Tu mundo y el mío    | Noelia Pacheco Quintana        |                                                |
| 1988      | Mi nombre es Coraje  | Clara                          |                                                |
| 1989      | Rebelde              | Ivana                          |                                                |
| 1990      | Amándote II          | Laura                          |                                                |
| 1991-1993 | ¡Grande, pa!         | Mercedes Leiva                 |                                                |
| 1993-1996 | Mi cuñado            | Andrea Fornari                 |                                                |
| 1996      | Sueltos              | Claudia                        |                                                |
| 1997      | El signo             |                                |                                                |
| 1998-1999 | Verano del 98        | Sofía Villanueva               |                                                |
| 1999-2000 | Cabecita             | Nora Núñez Zamora              |                                                |
| 2001-2002 | Provócame            | Marcela                        |                                                |
| 2001      | El hacker            | Claudia                        |                                                |
| 2002      | Máximo corazón       | Julia López Paz                |                                                |
| 2002-2003 | Rebelde Way          | Marina Cáceres                 |                                                |
| 2004      | La niñera            | Teresa Magaña                  | Episodio: «Maggie la modelo»                   |
| 2004-2005 | Los secretos de papá | Fernanda                       |                                                |
| 2004      | De la cama al living |                                |                                                |
| 2005      | Doble vida           | Silvia Saravia / Clara Saravia |                                                |
| 2006      | El refugio           | Sofía                          |                                                |
| 2006      | Collar de Esmeraldas | Marina Flores                  |                                                |
| 2008      | Mujeres asesinas     | Estela                         | Episodio: «Noemí, desquiciada»                 |
| 2008      | Mujeres de nadie     | Dra. Nora Furcat               |                                                |
| 2010      | Malparida            | Gianina «Nina» Uribe           |                                                |
| 2011      | Cuando me sonreís    | Martina Ferrari                |                                                |
| 2013      | Historias de corazón | Mona                           | Episodio: «El vestido rojo»                    |
| 2013      | Una vida posible     | Médica clínica                 | Especial de televisión de la Fundación Huésped |
| 2017-2018 | Las Estrellas        | Constanza «Coky» Calmet        |                                                |
| 2019      | Campanas en la noche | María Marta Cervantes          |                                                |
| 2022      | Casi feliz           | Mamá de Pilar                  |                                                |

## Teatro
| Año       | Título                               | Papel       | Lugar                               |
| --------- | ------------------------------------ | ----------- | ----------------------------------- |
| 1983      | La zapatera prodigiosa               | Rosa        | Teatro Rossini                      |
| 1984      | El gigante amapolas                  |             | Teatro Municipal General San Martín |
| 1984      | El círculo                           |             | Teatro Municipal General San Martín |
| 1984-1985 | El sillico de alivio                 | Doncella    | Teatro Municipal General San Martín |
| 1985      | Don Gil de las calzas verdes         |             | Teatro Municipal General San Martín |
| 1985      | Galileo Galilei                      | Dama 2      | Teatro Municipal General San Martín |
| 1986      | Memorias                             | Guardiana 3 | Teatro Municipal General San Martín |
| 2009-2010 | Illia (quién va a pagar todo esto)   | La Chunga   | Centro Cultural 25 de Mayo          |
| 2013      | Las novias de Travolta               | Cris        | Chacarerean Teatre                  |
| 2015-2016 | La casa de Bernarda Alba             | Angustias   | Teatro Lido / Gira nacional         |
| 2017      | Falladas                             | Diana       | Gira nacional                       |
| 2019      | Gran danés, una reunión de consorcio | Propietaria | Microteatro                         |
| 2023-2024 | Radojka                              | Lucía       | Teatro Picadilly                    |

## Radio
| Año  | Título                      | Papel               | Emisora                  |
| ---- | --------------------------- | ------------------- | ------------------------ |
| 2022 | Eva, el viaje del arco iris | Lillian Lagomarsino | Radio Nacional Argentina |